# Суха вапа
Суха вапа е връх в Ковашкия дял на Рила, висок е 2638 m.
Най-лесно и бързо се изкачва през Рибното езеро, което е най-голямото от Якорудския циркус. За да се достигне езерото е необходимо да се отиде до местността Нехтеница, отстояща на 16 км от град Якоруда. От там се тръгва в западна посока по ясно личаща пътека. Езерото се достига за около 45 минути. След достигане на езерото се продължава директно нагоре към върха по южния му склон. Той е стръмен, но е най-краткият вариант за достигане до върха. Друг избор пред планинарите е да подходят от хижа Грънчар, където се тръгва по маркировката за хижа Рибни езера. След като се достигне седловината Джанка (Долни куки) се следва пътеката още известно време до удобно място за отклонение към ясно личащия връх.

## Галерия
- Връх Суха вапа, гледан от запад
- Връх Суха вапа, снимана от Кайзеровия път за хижа Заврачица
- Суха вапа, снимана от град Якоруда